# Correanemertes bioculatus
Correanemertes bioculatus är en djurart som tillhör fylumet slemmaskar, och som först beskrevs av Corrêa 1958.  Correanemertes bioculatus ingår i släktet Correanemertes och familjen Amphiporidae. Inga underarter finns listade i Catalogue of Life.